# Međureč (Serbia)
Međureč (cyr. Међуреч) – wieś w Serbii, w okręgu pomorawskim, w mieście Jagodina. W 2011 roku liczyła 394 mieszkańców.